# ココロン (コンピュータゲーム)
『ココロン』（COCORON）は、1991年5月3日にタケルより発売された日本のファミリーコンピュータ用ゲームソフト。またその作品中に登場する架空のキャラクター（妖精）の名称でもある。

## 概要
内容は縦および横スクロールのアクションゲーム。夢の世界を冒険し、さらわれたルーア姫を救い出すことが目的である。残機（プレイヤーストック）制とライフ制を併用しており、フェイス（頭部）・ボディ（胴体）・アームズ（武器）を組み合わせて様々な形態のプレイヤーキャラクターを作成できるというキャラクターメイキングの要素を含んだゲームとなっている。
開発ディレクターはファミコン版『ロックマン』（1987年）、『ロックマン2 Dr.ワイリーの謎』（1988年）の製作を担当した北村玲(A.K)。

## ゲーム内容

### システム
ゲーム中はAボタンでジャンプ、Bボタンで攻撃、セレクトボタンでポーズ、スタートボタンでステータス画面の表示となる。しゃがむことはできないが、十字キーの上を押すとキャラクターが目をパチパチするなどのおまけのアクションを見ることができる。
ゲームを始めるとまず使用するプレイヤーキャラクターを選び、その後ステージセレクトのためのマップ画面が表示される。マップには「家」「星降る丘」「ミルクの海」「かき氷の山」「トランプの城」「妖精の森」の6つの目的地があり、それぞれの目的地を結ぶルートがステージとなる。これらを合計すると、ステージ数は全部で15となる。なお最初からゲームを始めた場合は、キャラクターセレクトの前にキャラクターの作成を行うこととなる（詳細は後述）。
ステージ中で敵の攻撃やトゲへの接触を繰り返してライフが尽きるか、穴に落ちるとミスとなってプレイヤーのストックが減る。プレイヤーのストックが0のときにミスするとゲームオーバーとなり「コンティニュー（直前のプレイヤーセレクト・ステージセレクトからやり直し）」「エンド（セーブして終わる）」の選択画面が表示される。なお本作にはバッテリーバックアップ機能が搭載されているが、セーブはこのときにしか行うことができない。このためゲームをやめる時はわざとミスし続けるしか方法は無い。

### キャラクター作成
まずフェイス→ボディー→アームズの順でパーツを選んだあと、名前をつけるとキャラクターが完成する。名前は片仮名4文字以内でつけられるが、濁点・半濁点および長音・促音・拗音（ー、っ、ゃ、ゅ、ょ）は使えない。ちなみに何も名前を入れずにいきなり「おわり」にすることも可能。
名前を入れ終わるとゲーム中と同様のステータス画面が表示され、次にキャラクターを実際に動かして運動性能などを確認することができる。このときスタートボタンを押すと作ったキャラクターに決定してゲーム続行となり、セレクトボタンを押すと「フェイス」「ボディー」「アームズ」「なまえ」「はじめから（全て決定し直す）」のいずれかの部分を作成し直すことができる。

#### パーツ一覧
キャラクター作成に使えるパーツは以下の通り。フェイスとボディーには「ライフポイント」が設定されており、それらの合算によりキャラクターのライフの最大値が決まる。またアームズを含めた全てのパーツには「ウエイト」が設定されており、それらの合算によりキャラクターのウエイト（重さ）が決まる。ウエイトの数値が大きいほど、移動スピードやジャンプ力といった運動性能が低下してしまう。

##### フェイス
8つのグループにそれぞれ3種類、合計24種類が存在する。フェイスが違うとライフやウエイトだけでなく、あるアイテムの効果も異なる（詳細は後述）。なお、一度使ったものを他のキャラクターで使うことはできない（例えば最初のキャラクターに「？」のスマイリーフェイスを使った場合、次のキャラクターのフェイスはカボチャ・ピエロあるいはヒーロー～ゴーストのいずれかから選ばなければならない）。
ヒーロー
ライフポイントは12、ウエイトは156。スーパーアイテムの効果は、一定時間パワーアップゲージがMAXの20になる。
ニンジャ
ライフポイントは8、ウエイトは112。スーパーアイテムの効果は、一定時間無敵になる。体当たり攻撃は無し。
ロボット
ライフポイントは16、ウエイトは289。スーパーアイテムの効果は、ライフゲージが全回復する。
エイリアン
ライフポイントは4、ウエイトは200。スーパーアイテムの効果は、一定時間傾斜地形でも滑らず立っていられる。
ファイター
ライフポイントは16、ウエイトは333。スーパーアイテムの効果は、一定時間無敵になり、体当たり攻撃ができる。
モンスター
ライフポイントは12、ウエイトは245。スーパーアイテムの効果は、一定時間アタックポイントがMAXの10になる。
ゴースト
ライフポイントは8、ウエイトは67。スーパーアイテムの効果は、一定時間空を飛べる。
？
ライフポイントは4、ウエイトは23。スーパーアイテムの効果は、他の7つのどれかの効果がランダムで出る。

##### ボディー
8つのグループにそれぞれ2種類、合計16種類が存在し、一部移動に関する特殊能力を持つものもある。フェイスと同じく、一度使ったものを二度使うことはできない。
アーマー
ライフポイントは24、ウエイトは433。
ウイング
ジャンプ後Aボタンを押し続けると、空中に浮かんだまま左右に移動できるという特殊能力を備えている。ライフポイントは8、ウエイトは101。
ジェット
ウイングと同じく、ジャンプ後Aボタンを押し続けることで空を飛べる。ライフポイントは16、ウエイトは499。
サイボーグ
ライフポイントは20、ウエイトは301。
ボート
水の上を通常の地面のように移動することができる。ライフポイントは12、ウエイトは234。
バギー
ライフポイントは16、ウエイトは167。
タンク
坂道でも滑り落ちないという特殊能力がある。ライフポイントは20、ウエイトは367。
？
ライフポイントは4、ウエイトは34。

##### アームズ
全部で8種類。特定のアイテムを取ることにより、初期状態を含めて5段階にパワーアップする。フェイス・ボディーと異なり、複数のキャラクターで同じものを使うことが可能。
パラソル
斜め上方に弧を描いて飛ぶ傘型の弾を発射する。パワーアップすると弾が大きくなり、さらにパワーアップを重ねると少しずつずれた軌道で2発→3発と同時に放てるようになる。アタックポイントは3、ウエイトは72。
ブーメラン
前方に一定距離を飛んで戻ってくるブーメラン型の弾を発射する。パワーアップすると弾が大きくなり、さらにパワーアップを重ねると前方＋斜め上方→前方＋斜め上方・斜め下方と同時に放てるようになる。アタックポイントは4、ウエイトは93。
シュリケン
前方にまっすぐ飛ぶ手裏剣型の弾を発射する。パワーアップすると弾が大きくなり、さらにパワーアップを重ねると前後→前後＋真上と同時に放てるようになる。アタックポイントは6、ウエイトは141。
ペンシル
前方にまっすぐ飛ぶ鉛筆型の弾を発射する。パワーアップすると弾が大きくなり、さらにパワーアップを重ねると上方へ少しずつずれた軌道で2発→3発と同時に放てるようになる。アタックポイントは3、ウエイトは25。
ボール
前方にまっすぐ飛ぶ野球ボール型の弾を発射する。壁に当たると跳ね返って落下してしまうが、坂道に当たるとその角度に曲がって飛んでいく。パワーアップすると弾が大きくなり、さらにパワーアップを重ねると前方＋斜め上方→前方＋斜め上方2方向と同時に放てるようになる。アタックポイントは4、ウエイトは47。
フラワー
目の前に種を投げつけ、それが敵や地面に当たると花型の爆風が発生。巻き込んだ敵に連続的にダメージを与える。パワーアップすると爆風が大きくなり、さらにパワーアップを重ねると爆風の出ている時間が長くなる。アタックポイントは3、ウエイトは116。
クリスタル
目の前に水晶のかけらを投げつけ、それが敵や地面に当たると斜め上方2方向に分かれて飛ぶ。パワーアップすると弾が大きくなり、さらにパワーアップを重ねると4方向→8方向と破片の数が増える。アタックポイントは3、ウエイトは167。
メロディ
前方にサインカーブを描いて飛ぶ音符（八分音符）型の弾を発射する。パワーアップすると弾が大きくなり、さらにパワーアップを重ねると2発→3発と同時に放てるようになる。アタックポイントは3、ウエイトは11。

## 登場キャラクター
プレイヤー以外のキャラクターを紹介する。
テイパー
ある動物の姿をした、夢の世界の魔法使い。プレイヤーを案内し、手を貸してくれたりもするが…。
ココロン
ルーア姫と同じく囚われの身となっている、夢の世界の妖精。
ココリン
ココロンの妹。兄と同じく囚われの身となっていて、ある場所のボスを倒せば救い出すことができる。
ルーア姫
何者かにさらわれた、夢の世界のお姫様。すべての目的地にいるボスを倒したあと、ある特定のルートを通れば救出できる。

### ボスキャラクター
「家」以外の目的地にはボスキャラがいて、1体倒すと会話イベントののちにキャラクター作成の場面が挿入されて選択できるキャラクターが増える。なおステージ道中でやられると直前のキャラクター･ステージセレクトからやり直しになるが、ボス戦でやられるとそのボス戦から再開（ただしキャラクター変更は不可能）となる。
ハーベストムーン
星降る丘のボス。顔のついた満月で、夜空の星々や太陽よりも輝いていたい、と夢を語ってプレイヤーに勝負を挑んでくる。ランダムな場所に現れ、体の周囲に回転させた4つの星を一発ずつ飛ばしたのちに姿を消す、を繰り返す。
海賊フリント
ミルクの海のボス。世界の海を股にかける大海賊。巨大な海賊船に乗って登場するが、船を攻撃すればダメージを与えられる。様々な物を放物線状に投げてくるが、投げる物はライフの残量に応じて子分（着地すると歩いてくる）→錨（地面で消滅）→樽（バウンドする）→大砲（着地すると2方向に飛んでくる）と変化する。
シルバードラゴン
かき氷の山のボス。いたずら者の小竜で、サンタクロースを氷づけにしてしまった。最初は巨大なドラゴン型の氷塊を纏って前後に動きながら氷の弾を放つが、氷塊を全て破壊して本体だけになるとすばやく飛び回り、プレイヤー目がけて連続的に冷気を吐いてくる。
ジョーカー
トランプの城のボス。城の王様をトランプに閉じ込めた悪魔の使い。最初に配下のトランプたち（1～10個のスペードとジャック・クイーン）が襲ってきて、それらを全て倒してから戦うことになる。ジョーカー自体は飛び回って体当たりしてくるのみだが、移動速度が次第に速くなっていく。
妖精ティタニア
妖精の森のボス。自らの美貌に絶対の自信を持つ妖精の女王。地面から一定間隔で光弾を発生させ、プレイヤーに一番近い光弾の場所に再び現れる。その後また光弾による攻撃を繰り返す。

## 他機種版（発売中止）
PCココロン
PCエンジン用のリメイク版。PCエンジンSUPER CD-ROM²用として開発され、1994年2月に発売が予定されていたが、最終的に発売中止となった。
基本的なシステムなどはFC版と同様だが、登場するパーツやボスキャラクターが異なっている。
ポップンランド
メガCDでもリメイク版を発売する予定だったが、こちらも発売中止になった。

### パーツ一覧
キャラクター作成のルールはFC版と同様だが、グラフィックのパターンは8種類と少なくなっている。

#### フェイス
ナイト
バード
ニンジャ
スライム
ヒーロー
マリン
ロボット
サイバー

#### ボディー
アーマー
盾が使用可能で、敵の弾をはじくことができる。
ウィング
短時間の間、空中で静止することができる。
スパイク
敵を踏むことでダメージを与えることができる。
スライム
氷や坂道などの上でも、滑らずに移動することができる。
ジェット
ウイングと同性能だが、重量がある。
マリン
水中で自由に泳ぐことができる。
ロボット
トゲに触れてもダメージを受けない。
ナイト
特に特徴は無いが、バランスの取れたボディ。

#### アームズ
ペンシル
スピードが速く、連射を効かせることができる。
ボール
FC版とは異なり、壁などに当たると跳ね返る。
シュリケン
前後上下に攻撃ができる。
ブーメラン
FC版と同様。
クリスタル
FC版と同様。
パラソル
FC版と同様。
セッケン
落下し、障害物に当たるとその地点からまっすぐ飛んでいく。
カミヒコーキ
波を描くように、ゆらゆら飛んでいく。

## スタッフ
- キャラクター・デザイナー：転清、YOSSAN PART2（吉本伸一）、熊谷由佳、玉田武彦
- 音楽：横山喜次、立石孝
- プログラマー：太田彰人、知花司
- ディレクター：北村玲
- スペシャル・サンクス：佐藤純一郎、土屋貴広
- プロデュース：K2

## 評価
ゲーム誌『ファミコン通信』の「クロスレビュー」では合計26点（満40点）、『ファミリーコンピュータMagazine』の読者投票による「ゲーム通信簿」での評価は以下の通りとなっており、19.7点（満30点）となっている。
| 項目 | キャラクタ | 音楽 | お買得度 | 操作性 | 熱中度 | オリジナリティ | 総合 |
| 得点 | 3.5        | 3.1  | 3.1      | 3.3    | 3.3    | 3.4            | 19.7 |